# Lutz Görgens
Lutz Hermann Görgens (* 10. September 1951 in Düsseldorf) ist ein deutscher Diplomat im Ruhestand.

## Leben
Nach dem Abitur absolvierte Görgens ein Studium der Literaturwissenschaften und Geschichte an den Universitäten in Köln, Zürich, Paris und Tübingen; im Oktober 1976 wurde er für den DAAD Lektor für deutsche Sprache an der University of Bradford in Großbritannien.
Im April 1978 trat er in den Auswärtigen Dienst ein und fand nach Abschluss der Laufbahnprüfung für den höheren Dienst zunächst von Mai 1980 bis Juni 1982 Verwendung als Legationssekretär und Presse- und Kulturreferent an der Botschaft in Algerien und danach als Legationsrat und Wirtschaftsreferent an der Botschaft in Tunesien. Nach seiner Rückkehr war er von Mai 1985 bis September 1987 Länderreferent im Referat für den Maghreb und den Mittleren Osten im Auswärtigen Amt in Bonn. 1985 erfolgte seine Promotion zum Dr. phil. an der Universität Tübingen mit einer Dissertation zum Thema Die Haustiere des Kapellmeisters, Untersuchung zum Phantastischen im literarischen Werk E. T. A. Hoffmanns; darin setzte er sich insbesondere mit dem fragmentarischen satirischen Roman Lebens-Ansichten des Katers Murr auseinander.
Im Anschluss wurde er im September 1987 Legationsrat Erster Klasse und Leiter des Wirtschaftsdiensts der Botschaft Mexiko sowie im September 1989 Fellow an der Edmund A. Walsh School of Foreign Service der Georgetown University, ehe er zwischen Mai 1990 und November 1993 Botschaftsrat und stellvertretender Beobachter bei der Organisation Amerikanischer Staaten (OAS) an der Botschaft in den USA war.
Im November 1993 wurde Görgens stellvertretender Referatsleiter im Auswärtigen Amt und Beobachter beim Europäischen Parlament sowie daraufhin im Mai 1997 Ständiger Vertreter des Generalkonsuls in Boston. Nach einer anschließenden Tätigkeit von August 2001 bis Juli 2004 Leiter des Wirtschaftsdiensts an der Botschaft in der Türkei, war er Referatsleiter für den EU-Binnenmarkt im Auswärtigen Amt in Berlin sowie von Juli 2006 bis Juli 2007 Ständiger Vertreter des Generalkonsuls in Atlanta. 
Im Juli 2007 wurde er Generalkonsul in Atlanta und vertrat bis August 2012 die Bundesrepublik Deutschland im Südosten der USA. Der Amtsbezirk des Generalkonsulats umfasst die Bundesstaaten Alabama, Georgia, Mississippi, North Carolina, South Carolina und Tennessee. Von 2010 bis 2012 war er auch Doyen des Konsularischen Corps in Atlanta. Von September 2012 bis August 2014 war er Wirtschaftsgesandter an der Botschaft in Tokyo (Japan). 2014 wurde Lutz Görgens deutscher Botschafter in 10 karibischen Staaten (Antigua und Barbuda, Barbados, Dominica, Grenada, Guyana, St. Lucia, St. Kitts und Nevis, St. Vincent und Grenadinen, Suriname sowie Trinidad und Tobago) sowie bei den karibischen Regionalorganisationen CARICOM und OECS mit Sitz in Port of Spain (Trinidad). Seit 2016 war er auch Vorsitzender des Lenkungsausschusses der Caribbean Challenge Initiative, bis er 2017 in den Ruhestand trat.

## Veröffentlichungen
- Die Haustiere des Kapellmeisters, Untersuchung zum Phantastischen im literarischen Werk E. T. A. Hoffmanns, Dissertation, Tübingen 1985